# Karl-Heinz Ehlers
Karl-Heinz Ehlers (* 29. Januar 1942 in Hamburg) ist ein deutscher Politiker (CDU) und ehemaliges Mitglied der Hamburgischen Bürgerschaft.

## Leben
Ehlers besuchte von 1948 bis 1954 Volksschule und von 1954 bis 1962 das Gymnasium Harburg, welches er mit dem Abitur verließ. Es folgte von 1962 bis 1964 Wehrdienst (heute ist er Oberleutnant der Reserve). Von 1964 bis 1969 absolvierte er in Hamburg ein Studium der Germanistik und der Geschichte. Im Januar 1970 legte er sein Staatsexamen ab und es folgte bis 1985 eine Anstellung als Oberstudienrat am Gymnasium Neugraben / Oberstufenzentrum Süderelbe für Deutsch, Geschichte und Gemeinschaftskunde.
Von 1985 bis Januar 2005 war er Vorstand/Vorstandssprecher der Sprinkenhof AG. Zudem ist er für die Stadt Vorsitzender Beirat der staatlichen Lotterie der Freien und Hansestadt Hamburg (Nordwest Lotto und Toto Hamburg).
Ehlers, Sohn eines Harburger Schumachers, ist verheiratet mit Inge Ehlers und hat einen Sohn.

## Politik
Von 1974 bis 2007 war Ehlers Vorsitzender des CDU-Ortsverbandes Hausbruch. Der Verband gehört zum Kreisverband Hamburg-Harburg.
Von 1970 bis März 2004 war er Abgeordneter der Hamburgischen Bürgerschaft. In dieser Zeit war er für seine Fraktion im Ausschuss für Inneres und für den öffentlichen Dienst (später Innenausschuss), Kulturausschuss sowie im Wirtschaftsausschuss. Er war kulturpolitischer Sprecher der CDU-Fraktion. In den 90er Jahren war er zudem Innenexperte der CDU.
2004 durfte er nicht mehr wieder für die Bürgerschaft kandidieren. Nach einer Bestimmung aus dem Jahre 2001 dürfen führende Mitarbeiter in städtischen Betrieben nicht gleichzeitig Bürgerschaftsabgeordnete sein. Eine Kandidatur zur Bezirksversammlung lehnte er aus mehreren Gründen ab.